# Sharon Lee (Schriftstellerin)
Sharon Lee (* 11. September 1952 in Baltimore) ist eine US-amerikanische Science-Fiction-, Fantasy- und Mystery-Schriftstellerin.

## Biografie
Geboren als Sharon Lee Backof in Baltimore, absolvierte Lee 1970 die Parkville Senior High School und besuchte Ende der 1970er Jahre die University of Maryland, Baltimore County, während sie als Verwaltungsassistentin beim Dekan der Schule für Sozialarbeit und Gemeindeplanung an den UMAB Professional Schools in der Innenstadt von Baltimore arbeitete. Sharon Lee und Steve Miller  († 2024) heirateten 1980. 1988 zogen sie ins Zentrum von Maine und lebten seitdem in Winslow.
Während ihres Lebens war Lee als Sekretärin sowie als Werbetexterin, Call-In-Talk-Hostess, Redakteurin für nächtliche Nachrichten, freiberufliche Reporterin, Fotografin, Buchkritikerin und Ausliefererin von Sattelzugmaschinen beschäftigt. Ab August 1997 war sie drei Jahre lang Geschäftsführerin der Science Fiction and Fantasy Writers of America und wurde anschließend zur Vizepräsidentin und dann zur Präsidentin dieser Organisation gewählt.
Lees erste professionelle Belletristik-Veröffentlichung war A Matter of Ceremony, Amazing Stories von 1980. Ihre bisher bekanntesten Werke sind die Bücher im Liaden-Universum, die in Zusammenarbeit mit ihrem Ehemann Steve Miller geschrieben wurden. Diese im Subgenre der Weltraumoper eingeordneten Werke wurden unter anderem von Baen Books veröffentlicht. Lee und Miller haben auch die Fey-Duology gemeinsam verfasst. Lee hat eine zeitgenössische Fantasy-Serie geschrieben, Archers Beach, die drei Romane und drei Kurzgeschichten umfasst. Darüber hinaus hat sie zwei in Maine spielende Kriminalromane geschrieben: Barnburner und Gunshy.

## Auszeichnungen (Auswahl)
Lee (meist zusammen mit Miller) hat verschiedene Literaturpreise erhalten.
- 1981: Balrog Award, Short Fiction für A Matter of Ceremony (Nominierung)[7]
- 2005: Hal Clement Award für Balance of Trade (Gewinner)[8]
- 2010: Hal Clement Award für Fledgeling (Nominierung)[8]
- 2012: Skylark Award (Gewinner)[9]
- 2014: Locus Award, bester Science-Fiction-Roman für Necessity's Child (Nominierung)[10]
- 2014: Locus Award, bester Science-Fiction-Roman für Trade Secret (Nominierung)[11]

Lee, normalerweise mit Miller, war Ehrengast oder Sondergast bei einer Reihe von Science-Fiction-Conventions, darunter:
SiliCon (1998); SheVaCon (2000, 2003); Albacon (2002); Balticon und MarsCon (2003); PortConME (2004, 2010); CONduit und Trinoc*coN (2004); Penguicon und COSine (2006); Stellarcon (2009); DucKon und Oasis (2010); ConQuesT und Chattacon (2012).

### Engagement auf Fan-Fiction
Lee und Miller sind stark gegen Fan-Fiction, die in ihrem Universum geschrieben wurde.
In Sharon Lees Worten:

“I don't want 'other people interpreting' our characters. Interpreting our characters is what Steve and I do; it's our job.  Nobody else is going to get it right. This may sound rude and elitist, but honestly, it’s not easy for us to get it right sometimes, and we've been living with these characters ... for a very long time ... We built our universes, and our characters; they are our intellectual property; and they are not toys lying about some virtual sandbox for other kids to pick up and modify at their whim.  Steve and I do not sanction fanfic written in our universes; any such work that exists, exists without our permission, and certainly without our support”

„Ich möchte nicht, dass 'andere Leute' unsere Charaktere interpretieren. Steve und ich interpretieren unsere Charaktere. Es ist unser Job. Niemand sonst wird es richtig machen. Das mag unhöflich und elitär klingen, aber ehrlich gesagt fällt es uns manchmal nicht leicht, es richtig zu machen, und wir haben mit diesen Charakteren gelebt, und das für eine lange Zeit. Wir haben unsere Universen und unsere Charaktere aufgebaut; sie sind unser geistiges Eigentum. Und sie sind kein Spielzeug, das in einem virtuellen Sandkasten herumliegt, das andere Kinder nach Lust und Laune aufheben und modifizieren können. Steve und ich sanktionieren keine Fan-Fiction, die in unseren Universen geschrieben wurde. Jede solche Arbeit, die existiert, existiert ohne unsere Erlaubnis und sicherlich ohne unsere Unterstützung.“

## Bibliografie (Auswahl)

### Liaden-Universum
Alles gemeinsam mit Steve Miller.

#### Einzelromane
- Necessity's Child, Baen 2013, ISBN 978-1-4516-3887-5.
- Dragon in Exile, Baen 2015, ISBN 978-1-62579-392-8.

#### Agent of Change
- Agent of Change, Del Rey / Ballantine 1988, ISBN 0-345-34828-1.
  - Der Agent und die Söldnerin, Heyne 2007, Übersetzerin Ingrid Herrmann-Nytko, ISBN 3-453-52208-7.
- Conflict of Honors, Del Rey / Ballantine 1988, ISBN 0-345-35353-6.
  - Eine Frage der Ehre, Heyne 2007, Übersetzerin Ingrid Herrmann-Nytko, ISBN 3-453-53255-4.
- Carpe Diem, Del Rey / Ballantine 1988, ISBN 0-345-36310-8.
  - Gestrandet auf Vandar, Heyne 2007, Übersetzerin Ingrid Herrmann-Nytko, ISBN 3-453-52209-5.
- Plan B, Meisha Merlin 1999, ISBN 1-892065-09-6.
  - Flucht nach Lytaxin, Heyne 2007, Übersetzerin Ingrid Herrmann-Nytko, ISBN 3-453-52352-0.
- Local Custom, Ace Books 2002, ISBN 0-441-00911-5.
- Scout's Progress, Ace Books 2002, ISBN 0-441-00927-1.
  - Korvals Nemesis, Atlantis 2013, Übersetzer Dirk van den Boom, ISBN 978-3-86402-064-3.
- I Dare, Meisha Merlin 2002, ISBN 1-892065-03-7.
  - Showdown für Clan Corval, Heyne 2008, Übersetzerin Ingrid Herrmann-Nytko, ISBN 3-453-52353-9.
- Mouse and Dragon, Baen 2010, ISBN 978-1-4391-3381-1.
- Alliance of Equals, Baen 2016, ISBN 978-1-4767-8148-8.

#### Adventures in the Liaden Universe
Alle Bände sind Kurzgeschichtensammlungen.
- Two Tales of Korval, SRM 1995
- Fellow Travelers, SRM 1998
- Duty Bound, SRM 2000
- Certain Symmetry, SRM 2000
- Trading in Futures, SRM 2001
- Loose Cannon, SRM 2001
- Shadows and Shades, SRM 2002
- Quiet Knives, SRM 2003, ISBN 0-9722473-4-3.
- With Stars Underfoot, SRM 2004, ISBN 0-9722473-6-X.
- Necessary Evils, SRM 2005, ISBN 0-9776639-0-6.
- Allies, SRM 2006, ISBN 978-0-9776639-4-1.
- Dragon Tide, SRM  2007, ISBN 978-0-9776639-7-2.
- Eidolon, SRM 2008, ISBN 978-1-935224-00-6.
- Halfling Moon, SRM 2009, ISBN 978-1-935224-06-8.
- Courier Run, SRM 2011
- Legacy Systems, SRM 2011
- Technical Details, Pinbeam Books 2013, ISBN 978-1-935224-99-0.
- Sleeping with the Enemy, Pinbeam Books 2016, ISBN 978-0-9966346-1-8.
- Change Management, Pinbeam Books 2017, ISBN 978-0-9966346-3-2.
- Cultivar, Pinbeam Books 2017, ISBN 978-0-9966346-6-3.
- Heirs to Trouble, Pinbeam Books 2017, ISBN 978-0-9966346-4-9.
- Degrees of Separation, Pinbeam Books 2018, ISBN 978-0-9966346-8-7.
- Fortune's Favors, Pinbeam Books 2018, ISBN 978-1-948465-04-5.
- Splinter Universe Presents, Pinbeam Books 2020, ISBN 978-1-948465-10-6.

#### Jethri Gobelyn
- Balance of Trade, Meisha Merlin 2004, ISBN 1-59222-019-3.
- Trade Secret, Baen 2013, ISBN 978-1-62579-201-3.

#### The Great Migration Duology
- Crystal Soldier, Meisha Merlin 2005, ISBN 1-59222-083-5.
- Crystal Dragon, Meisha Merlin 2006, ISBN 1-59222-087-8.

#### Theo Waitley
- Fledgling, Baen 2009, ISBN 978-1-4391-3287-6.
- Saltation, Baen 2010, ISBN 978-1-4391-3345-3.
- Ghost Ship, Baen 2011, ISBN 978-1-4391-3455-9.
- Dragon Ship, Baen 2012, ISBN 978-1-4516-3798-4.
- The Gathering Edge, Baen 2017, ISBN 978-1-4767-8218-8.
- Neogenesis, Baen 2018, ISBN 978-1-4814-8278-3.
- Accepting the Lance, Baen 2019, ISBN 978-1-9821-2421-2.

Darüber hinaus schrieb das Autorenduo eine große Anzahl an Kurzgeschichten im Liaden Universum.

### Archer’s Beach
- Carousel Tides, Baen 2010, ISBN 978-1-61824-791-9.
- Carousel Sun, Baen 2014, ISBN 978-1-62579-245-7.
- Carousel Seas, Baen 2014, ISBN 978-1-62579-341-6.

### Jennifer Pierce
- Barnburner, Pinbeam Books 2007, ISBN 978-0-9722473-0-6.
- Gunshy, Pinbeam Books 2012, ISBN 978-0-9776639-2-7.

### Duainfey
beide gemeinsam mit Steve Miller
- Duainfey, Baen 2008, ISBN 978-1-4165-5552-0.
- Longeye, Baen 2009, ISBN 978-1-4165-9153-5.

### Weitere Romane
- The Tomorrow Log, Meisha Merlin 2003, ISBN 1-892065-87-8 (mit Steve Miller)
- The Sword of Orion, Phobos Books 2005, ISBN 0-9720026-8-5.